# DKA (рэпер)
Да́ниэль Качма́рчик (пол. Daniel Kaczmarczyk; известный под псевдонимом DKA, пол. DKA; род. 28 июня 1981, Кнурув, Катовицкое воеводство, Польская Народная Республика) — польский музыкальный исполнитель в жанрах хип-хоп и поп-рэп и легкоатлет.

## Биография
Даниэль рос в городе Червёнка-Лещины. Учился в музыкальной школе первый год в Жорах, а второй год в музыкальной школе в Рыбнике. Тогда основными инструментами в арсенале Даниэля были кларнет и фортепиано. Выпускник с дипломом по политологии, германистике, аспирант в области сравнительной политологии в Университете штата Айова.
Даниэль является легкоатлетом, занимался прыжками в длину. В юности он получил 3 золотых медалей на спортивных чемпионатах Польши. Много лет тренировался в спортивном клубе TL Pogoń Ruda Śląska. В 1997 году Даниэль занял второе место среди польских юниоров по прыжкам (7,32 м). В 1998 году стал, как чемпионом в крытом зале, так и летним чемпионом-юниором. В 1999 году заслужил звание вице-чемпиона Польши. В 2000 году Даниэль снова стал вице-чемпионом по спортивным соревнованиям в зале и под открытым небом. В том же году он участвовал в чемпионате мира по лёгкой атлетике среди юниоров в Сантьяго, на котором занял 7 место. Благодаря такому достижению, Даниэль начал учиться в США. Его личный максимальный рекорд по прыжкам составляет 7,85 м. Кроме того, Даниэль — четырёхкратный призёр в лиге старших чемпионов Польши, он имеет 3 медали по прыжкам в длину и одну медаль в программе эстафета 4×100 метров.
В мае 2003 года Даниэль под псевдонимом DKA выпустил свой первый музыкальный альбом с соответствующим названием Debiut в звукозаписывающей компании S.P. Records. Альбом включал в себя также 2 видеоклипа: «Как это было» (пол. Jakby to było) и «Марзения» (пол. Marzenia). В августе 2004 года он выпустил свой второй альбом под названием King of Angels, а в 2005 году он был неофициально назван «Тёмные стороны» (пол. Ciemne strony). 25 сентября 2006 года вышел четвёртый альбом DKA Stawiam sobie pomnik от компании My Music. В сентябре 2007 года Даниэль выпустил очередной альбом под названием Nowy sen, который, по словам исполнителя, отличался по стилю от всех предыдущих. С той пор DKA объявил о том, что ищет новые музыкальные пути. Он продолжал выпускать новые музыкальные альбомы. 9 сентября 2011 года состоялся прощальный концерт Даниэля. Тем не менее 12 февраля 2012 года на официальном сайте артиста появилась информация о выходе очередного альбома DKA.

## Альбомы
| Название                | Дата выпуска         | Примечание  |
| ----------------------- | -------------------- | ----------- |
| Debiut                  | 2 июня 2003 год      |             |
| Król aniołów            | 10 августа 2004 год  |             |
| Ciemne strony           | Сентябрь 2005 год    |             |
| Stawiam sobie pomnik    | 25 сентября 2006 год |             |
| Nowy sen                | 14 сентября 2007 год |             |
| Mój dzień               | 24 октября 2008 год  |             |
| Klimaty 2009            | 29 апреля 2009 год   |             |
| Między niebem a piekłem | 4 сентября 2009 год  |             |
| Kompilacja 2000—2008    | 1 июня 2010 год      |             |
| Dekada                  | 4 июня 2011 год      |             |
| Czarny album            | 2 февраля 2012 год   |             |
| Słowa                   | 11 марта 2013 год    | мини-альбом |
| Mój mały wielki świat   | 24 мая 2013 год      |             |
| Słowa 2                 | 12 ноября 2013 год   | мини-альбом |

## Видеоклипы
- 2003: «Jakby to było»
- 2003: «Marzenia»
- 2004: «Król aniołów»
- 2006: «Wybacz»
- 2007: «Jak mam ufać sobie»
- 2008: «Przyjdzie taki dzień»
- 2009: «Silesia»
- 2010: «Jestem kim jestem» feat. Martyna Wolsztyńska
- 2010: «Już teraz wiem» feat. Martyna Wolsztyńska
- 2010: «Kto jest zły»
- 2011: «Po co Ci to życie» feat. Piecu
- 2011: «Wygrałem»
- 2011: «To był dobry dzień» feat. Patrycja Śmieja, Doniu
- 2011: «Na skraju dróg»
- 2012: «Brzeg martwych dusz»
- 2013: «Priorytety»
- 2013: «Chciałbym»
- 2013: «Oddałbym wszystko»
- 2013: «Każdy»
- 2013: «Czekam na Ciebie»
- 2013: «Nie uciekam»
- 2013: «Nie uciekam»
- 2014: «Nic więcej» feat. Piecu
- 2014: «Uśmiech»
- 2014: «To coś»
- 2015: «Dziękuję»
- 2015: «Żyję lekko»
- 2015: «Ambicje»
- 2015: «List do przyszłości»
- 2015: «Nigdy więcej»
- 2015: «W górę ręce»
- 2015: «Jest dobrze»
- 2015: «Spadam»
- 2015: «Nie jest mi wszystko jedno» feat. Piecu
- 2015: «I rodzi się»
- 2016: «Biegnę»
- 2016: «Nie przekroczyć granic»
- 2016: «Daj mi więcej»
- 2016: «Tu jest mój dom»
- 2016: «Patrzę przez okno»
- 2017: «Kocham»
- 2017: «Dwie Strony»
- 2017: «Tylko Ty»
- 2017: «Mój błąd»
- 2017: «Ile jeszcze mam do zrobienia»
- 2017: «Tu i teraz»
- 2017: «Freedom»
- 2017: «Szukam»
- 2017: «Zagadka»
- 2018: «Dotyk»
- 2018: «Mimo wszystko»
- 2018: «Jakim jesteś dziś człowiekiem?»
- 2018: «Każdy z nas szuka tej miłości»